# Viola kusanoana
Viola kusanoana là một loài thực vật có hoa trong họ Hoa tím. Loài này được Makino miêu tả khoa học đầu tiên.